# 殷行街道
殷行街道，坐落于上海市杨浦区东北面，面积9.52平方公里。户籍人口14.54万人。由于整个地区内以中原路为主干道和主要商业街，中原居住區也位於殷行街道，故又被上海人习称为中原地区，简称中原。
殷行街道所在地在1217年隸屬嘉定縣，明朝時設置殷行鎮。1724年隸屬寶山縣。清朝乾隆年間以後先後設置殷行廠、殷行鄉。今宝山区淞南镇一部分也一度屬於殷行。1927年劃歸上海特別市並成立殷行區。1960年10月，此地為吳淞區殷行路街道。1964年4月，吳淞區和殷行路街道撤銷，地方劃歸楊浦區。1980年，吳淞區恢復，1984年5月，此地復歸吳淞區，同年9月再次劃歸楊浦區。1985年4月，殷行街道設立。
此地原有一条中原河，西接虬江北连黄浦江；1990年代初时任上海市市长的朱镕基宣布开发中原地区（当时这里是农田），随后此河被填埋，原河道开辟中原路。目前中原河仍保留接黄浦江的一小段，在上海轨道交通八号线殷行车库附近终止。街道内主要新村有开鲁新村、工农新村、殷行新村、国和新村、市光新村、民星新村、水电新村、包岭新村等。街道内主要道路有中原路、包头路、殷行路、开鲁路、市光路、国和路等。

## 行政区划
殷行街道下辖以下居委会：殷行一村居委会、殷行二村居委会、工农新村居委会、工农二村第一居委会、工农二村第二居委会、工农二村第三居委会、工农二村第四居委会、工农三村第一居委会、闸殷路第一居委会、闸殷路第二居委会、开鲁一村居委会、开鲁二村居委会、开鲁三村居委会、开鲁四村居委会、市光一村第一居委会、市光一村第三居委会、市光二村第一居委会、市光二村第三居委会、市光四村第二居委会、国和一村第一居委会、国和一村第三居委会、国和二村第一居委会、国和二村第三居委会、民星一村第一居委会、市光三村第一居委会、开鲁五村居委会、开鲁六村居委会、市光一村第二居委会、殷行路四七零弄居委会、殷行路三一零弄居委会、中原一村居委会、闸殷路八十一弄居委会、殷行路二百五十弄居委会、市光四村第三居委会、民星路六百弄居委会、工农四村第二居委会、工农三村第二居委会、工农三村第三居委会、工农四村第一居委会、中原路九九零弄居委会、市光三村第二居委会、市光四村第一居委会、民星一村第二居委会、民星二村居委会、国和一村第二居委会、国和二村第二居委会、城市名园居委会、城市庭园居委会、城市方园居委会。

## 公共交通
2007年12月29日，上海轨道交通8号线经过7年建设后一期工程全线通车，贯穿整个中原地区。同时也成为首条深入杨浦区的轨道交通线路（上海轨道交通4号线仅设站于杨浦区边界），极大方便了中原地区以及整个杨浦中北部居民的出行。另外街道内主要公交线路有28、55、61、124、139、147、522、537、538、577、726、842、870、942、1201、1228、1253路等，公共交通非常完善。
上海轨道交通8号线在辖境内设置有市光路站，嫩江路站则位于本街道辖境与长海路街道（原五角场镇）辖境交汇处。